# Севик, Биргитта
Бирги́тта Се́вик (швед. Birgitta Sewik; род. 13 января 1949) — шведская кёрлингистка.

## Достижения
- Зимние Олимпийские игры: серебро (1988 — демонстрационный вид).
- Чемпионат мира по кёрлингу среди женщин: золото (1981), серебро (1980, 1982).
- Чемпионат Европы по кёрлингу: золото (1980, 1982, 1983), серебро (1981).
- Чемпионат Швеции по кёрлингу среди женщин: золото (1980, 1981, 1982, 1986, 1988)[2].
- Чемпионат Швеции по кёрлингу среди смешанных команд: золото (1982).

## Команды
| Сезон                                          | Четвёртый         | Третий             | Второй         | Первый          | Запасной             | Турниры                             |
| ---------------------------------------------- | ----------------- | ------------------ | -------------- | --------------- | -------------------- | ----------------------------------- |
| 1979—80                                        | Элизабет Хёгстрём | Карина Ульссон     | Биргитта Севик | Карин Шёгрен    |                      | ЧШЖ 1980 · ЧМ 1980                  |
| 1980—81                                        | Элизабет Хёгстрём | Карина Ульссон     | Биргитта Севик | Карин Шёгрен    |                      | ЧЕ 1980 · ЧШЖ 1981 · ЧМ 1981        |
| 1981—82                                        | Элизабет Хёгстрём | Катарина Хультлинг | Биргитта Севик | Карин Шёгрен    |                      | ЧЕ 1981 · ЧШЖ 1982 · ЧМ 1982        |
| 1982—83                                        | Элизабет Хёгстрём | Катарина Хультлинг | Биргитта Севик | Карин Шёгрен    |                      | ЧЕ 1982                             |
| 1983—84                                        | Элизабет Хёгстрём | Катарина Хультлинг | Биргитта Севик | Карин Шёгрен    |                      | ЧЕ 1983                             |
| 1985—86                                        | Элизабет Хёгстрём | Биргитта Севик     | Ева Андерссон  | Битте Берг      |                      | ЧШЖ 1986                            |
| 1986—87                                        | Элизабет Хёгстрём | Биргитта Севик     | Ева Андерссон  | Битте Берг      | Инга Арвидссон (ЧМ)  | ЧЕ 1986 (7 место) ЧМ 1987 (6 место) |
| 1987—88                                        | Элизабет Хёгстрём | Моника Янссон      | Биргитта Севик | Мари Хенрикссон | Анетте Норберг (ЗОИ) | ЗОИ 1988 · ЧШЖ 1988                 |
| 2017                                           | Мари Хенрикссон   | Карина Бьорк       | Биргитта Севик | Helena Eriksson |                      | ЧМВ 2017 (10 место)                 |
| Кёрлинг среди смешанных команд (mixed curling) |                   |                    |                |                 |                      |                                     |
| 1982                                           | Пелле Линдеман    | Катарина Хультлинг | Хокан Столбро  | Биргитта Севик  |                      | ЧШСК 1982                           |

(скипы выделены полужирным шрифтом)